# Taguatinga (Distretto Federale)
Taguatinga è una regione amministrativa del Distretto Federale brasiliano.
Con una popolazione di 221 909 abitanti, Taguatinga oggi è considerata la capitale economica del Distretto Federale.